# Маркування військової техніки ЗС РФ
Військова техніка ЗС РФ та окупаційних сил під час вторгнення в Україну з 24 лютого 2022 року використовує ряд тактичних маркувань для бойової ідентифікації. Ймовірно, різні позначки початково розділяли техніку за напрямком їх використання (Київщина, Харківщина тощо).
Найбільш розповсюджені позначки Z, V та O отримали неабиякий резонанс в російському інфопросторі та стали спочатку неофіційним, а згодом і офіційним символом підтримки вторгнення. Таким чином, суто утилітарні позначення стали одними з головних символів російської ідеології. Ця символіка дістала у ЗМІ назву звастика і була заборонена в Україні та ряді інших країн.  

## Історія
Приблизно за тиждень до вторгнення у мережі почали все частіше з'являтися ролики та світлини російської військової техніки на кордоні з Україною, яка мала на борту дивне маркування буквою «Z». Поява цих символів була досить явним сигналом до вторгнення російської армії протягом найближчого часу, що викликало неабияке занепокоєння в Україні та країнах Заходу.
24 лютого 2022 року президент Росії Путін віддав наказ про вторгнення до України, назвавши це «спеціальною військовою операцією» в Україні. Військова техніка рф, яка бере участь у війні в Україні, має на бортах маркування «Z». Згодом було виявлено техніку, марковану символами «V» або «O» та іншими.

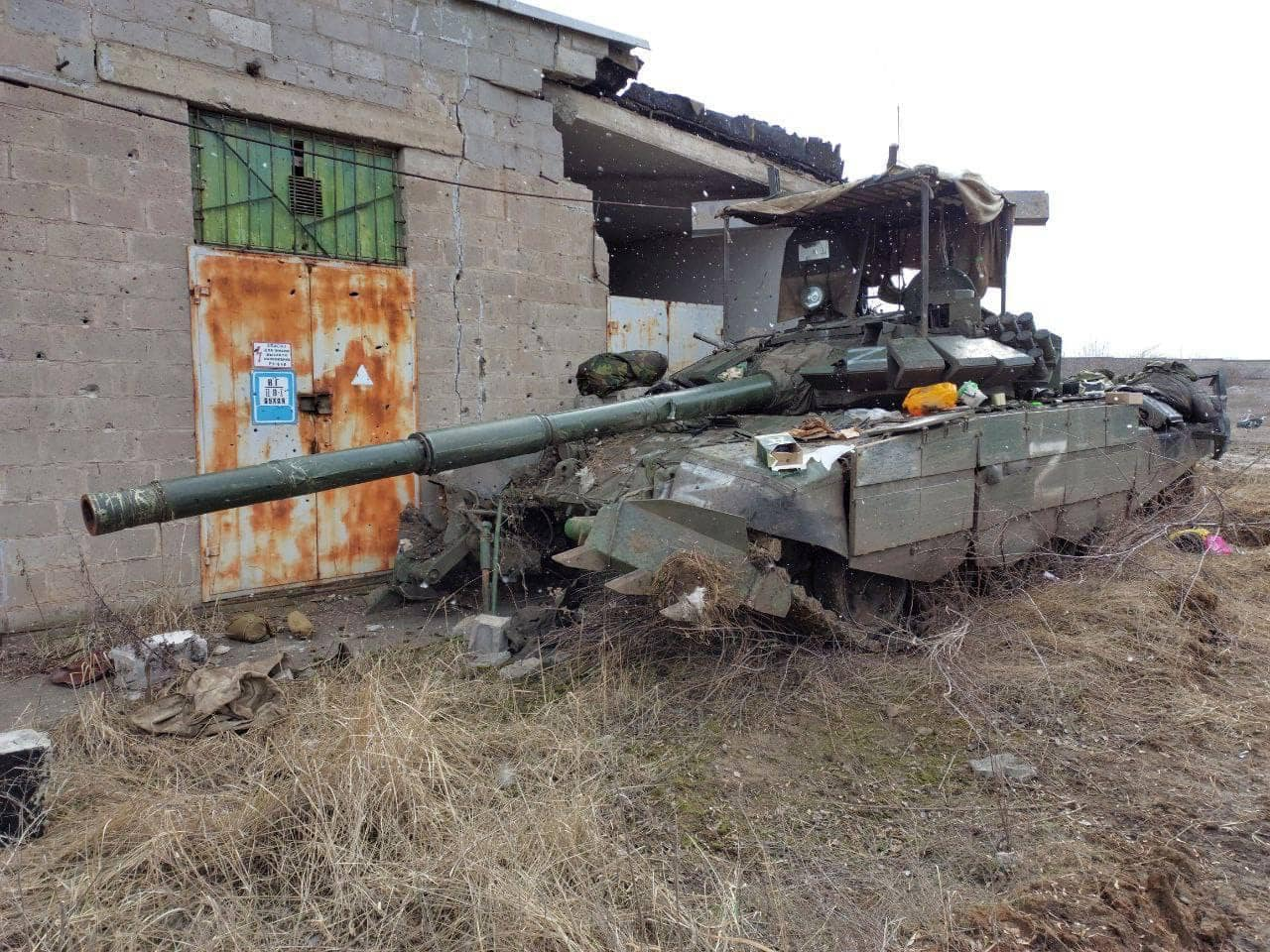
Підбитий Т-72Б3 з так званим «мангалом» та Z в Маріуполі
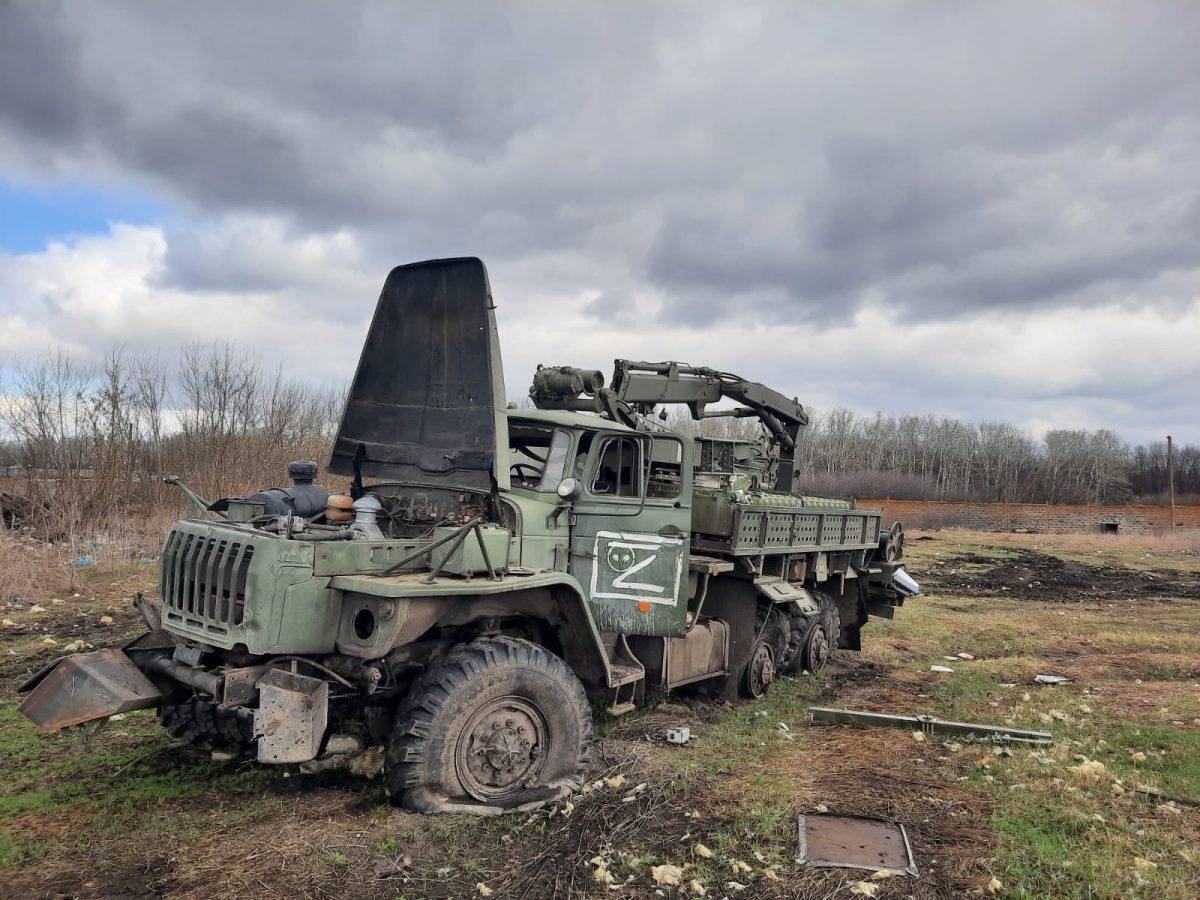
Знищена на Харківщині вантажівка
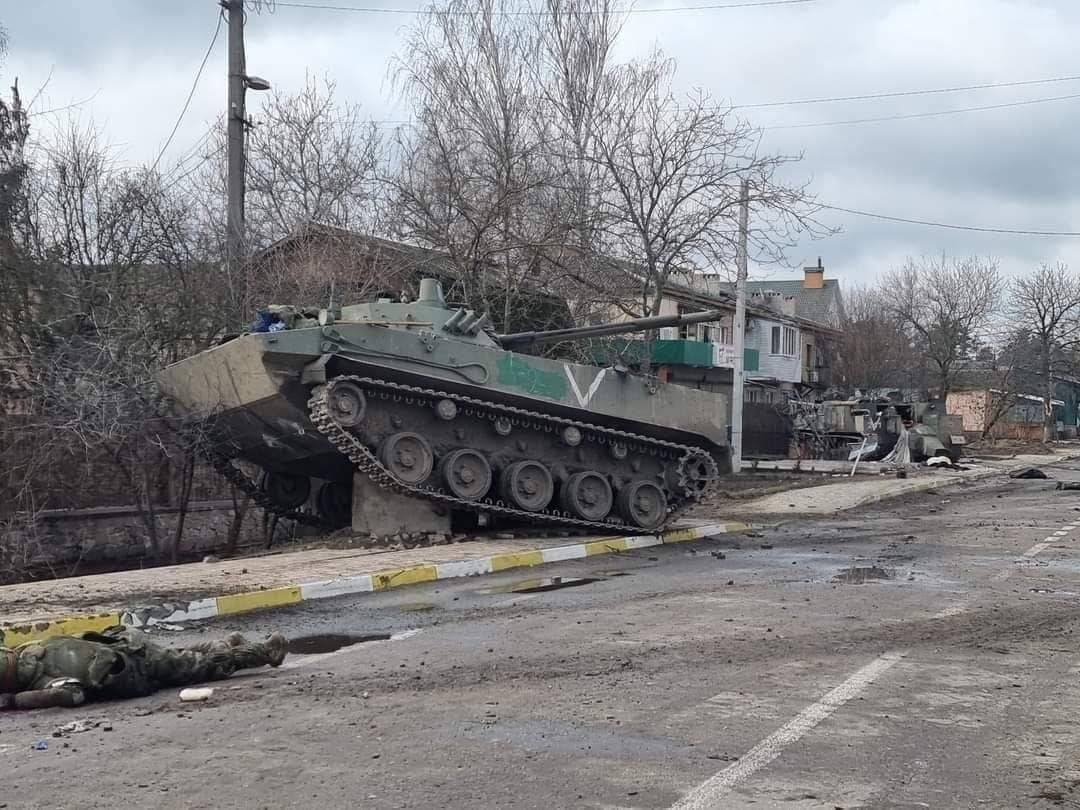
Застрягла під час боїв за Гостомель БМД-4 М ПДВ РФ з маркуванням V
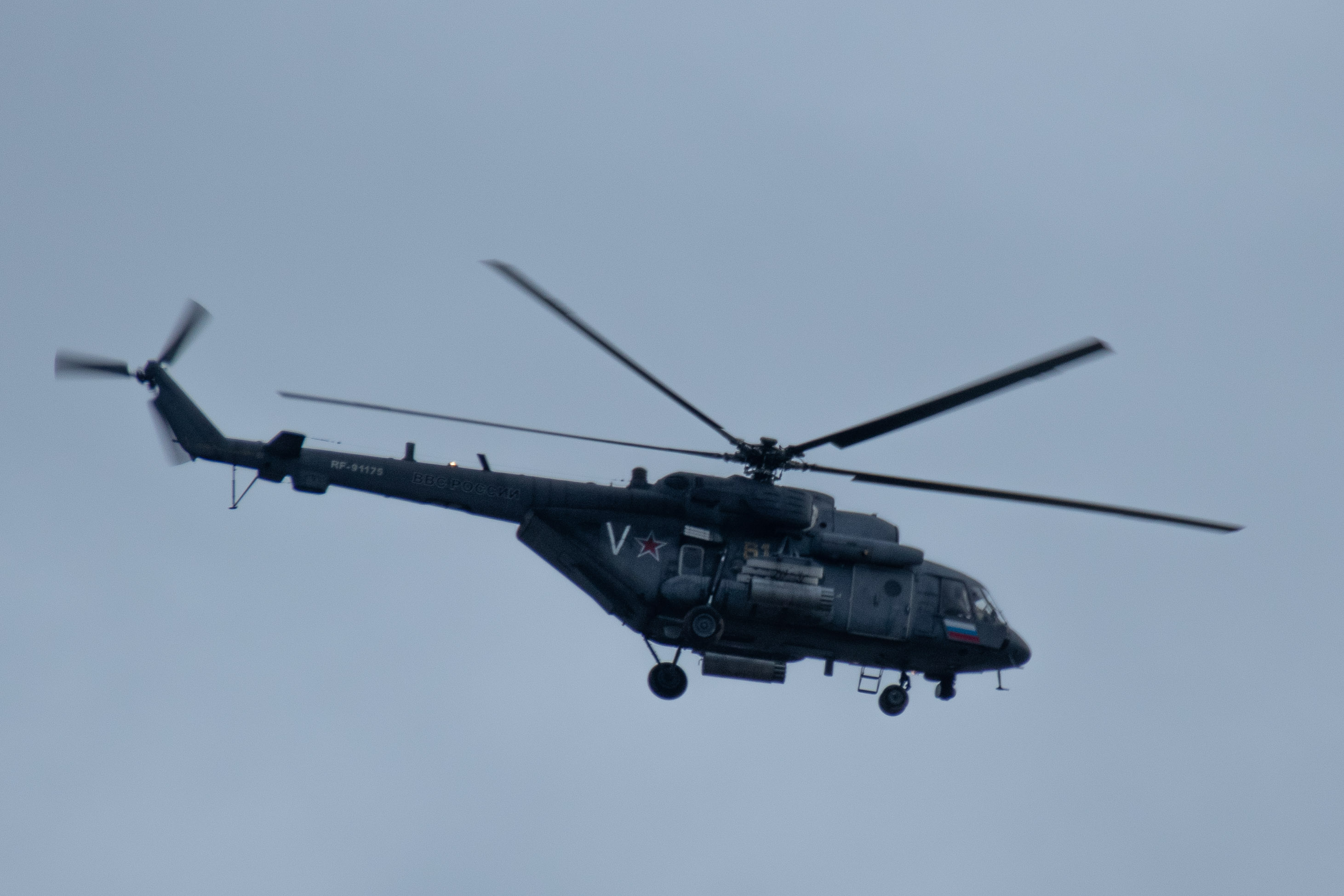
Вертоліт Мі-8АМТШ АА РФ з літерою V у Мінську, 23 лютого 2022
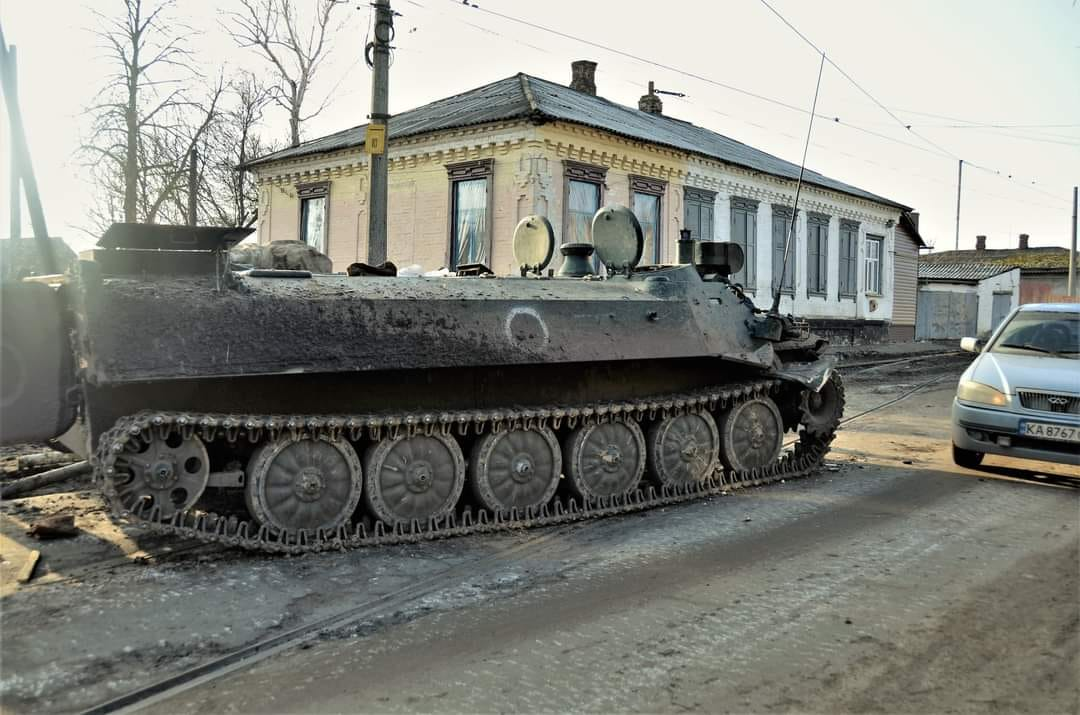
Підбитий у битві за Конотоп МТ-ЛБ
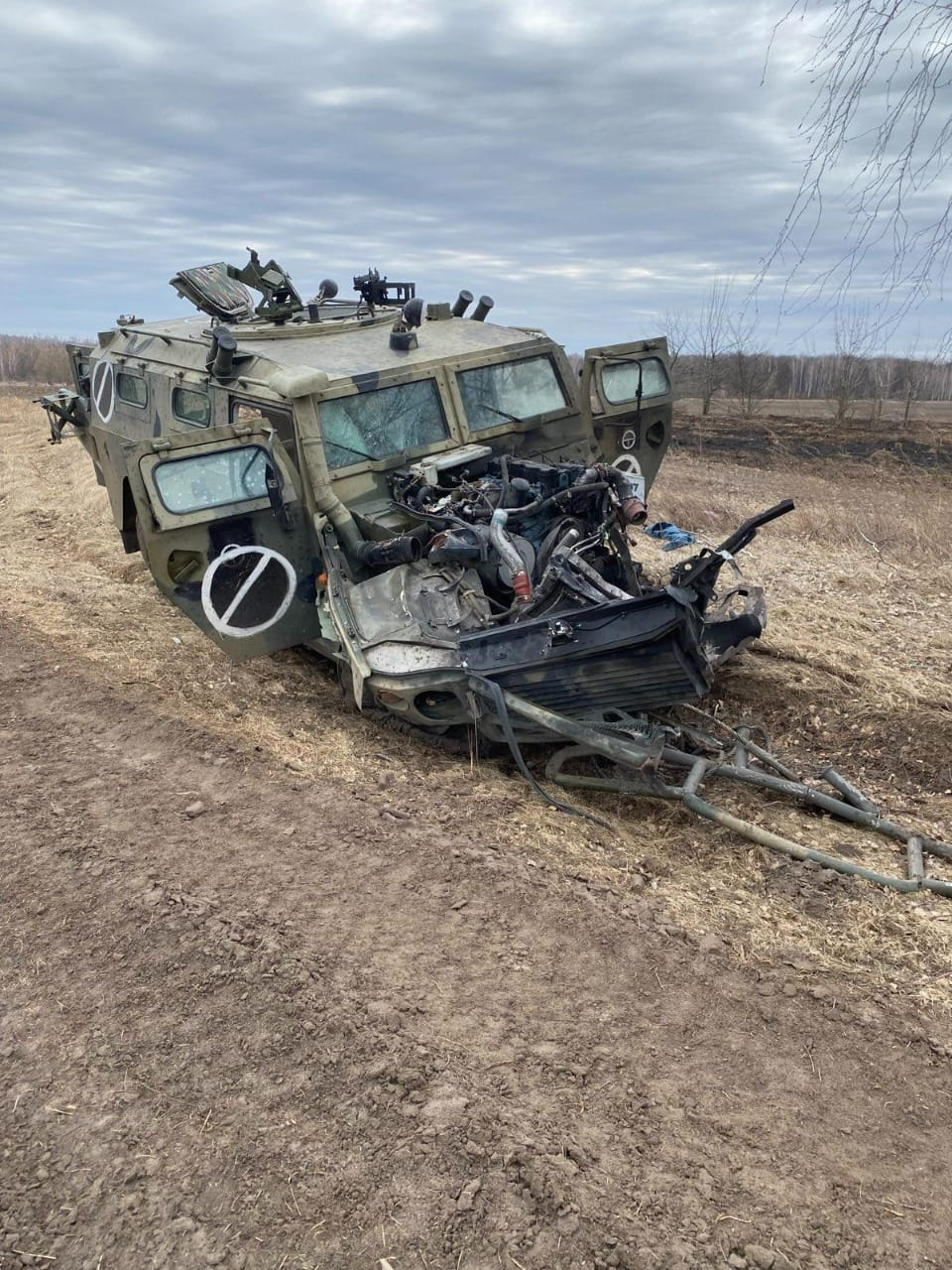
Бронеавтомобіль з рідкісним символом — перекресленим колом
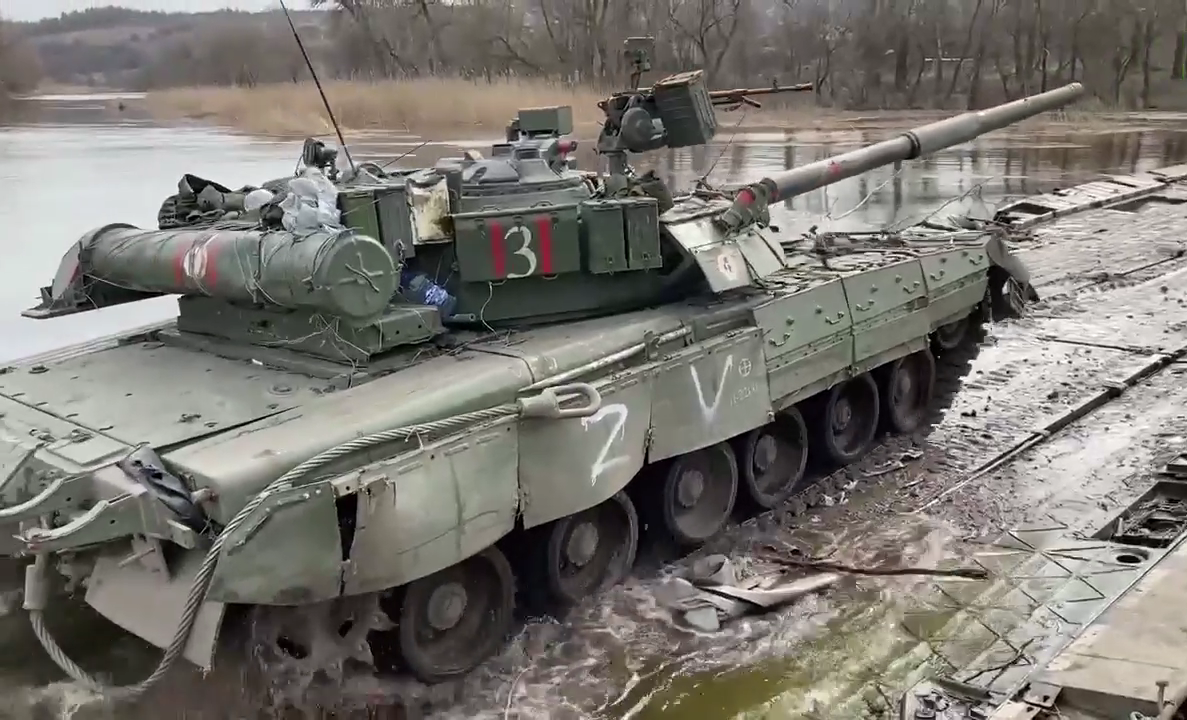
Танк з двома символами одночасно під час форсування Сіверського Донця

Британське видання «The Independent» написало 24 лютого, що, за словами військових експертів, маркування «Z», поряд з іншими символами, нанесли фарбою, щоби вказати, куди прямували військові частини незадовго до розгортання . «The Washington Post» висунув припущення, що таке маркування нанесли, щоб уникнути дружнього вогню.
У перші дні конфлікту значення символів залишалося загадкою й у мережі тиражувалося безліч версій. За однією з них, літери означали військові округи, з яких прибули військові частини, так, наприклад, Z — Західний ВО, V — Східний ВО, О — Центральний .
3 березня 2022 року Міністерство оборони РФ пояснило значення латинських літер Z та V, нанесених на російську військову техніку. За інформацією МО РФ, буква Z означає «За перемогу», а літера V — «Сила у правді» і «Завдання буде виконано». Однак потім на офіційній сторінці Міноборони РФ у ВКонтакті викладалися нові варіанти значень даних літер, наприклад, «За дітей Донбасу», «За мир», «За правду» та інші, не розкриваючи таким чином тактичного значення подібного маркування на бойовій техніці.
1 березня Сухопутні війська ЗСУ опублікували наступне пояснення знаків, якими ворог маркує свою техніку: Z — східні сили РФ, Z (всередині квадрата) — сили РФ з Криму, O — сили з Білорусі, V — морська піхота, X — кадирівці, A — сили спецпризначення (СОБР, АЛЬФА, ССО). Ця інформація повністю хибна: так, наприклад, телеграм-канал моніторингу військової активності «Беларускі Гаюн» зафіксував лише один випадок, коли російська техніка на території Білорусі була маркована знаком O — у прикордонному з Росією Добрушському районі, тоді як абсолютна більшість техніки маркована знаком V. Схожу версію опублікували в Держспецзв'язку 26 лютого, з інформацією про те, що трикутник означає техніку для наступу на Слов'янськ та Краматорськ, але точних підтверджень цьому немає.  
За даними з відкритих джерел Z використовувались ЗС РФ та сепаратистами «ЛНР» та «ДНР» в зоні ООС, на Півдні та частково на Харківщині, але для Харківщини був більш характерний символ Z в квадраті. На Київському напрямку використовувався в основному символ V, на Чернігівському та Сумському — O. Також були помічені зразки техніки з перекресленою O (Сіверщина, в т.ч. Славутич), діагональною лінією через весь корпус (Херсонщина), літерою Z в трикутнику, трикутником (з Z чи без) з горизонтальними смугами.
Після виводу військ РФ із півночі України розпізнавальні символи ймовірно втратили своє початкове утилітарне значення. Тому, після цих подій, на сході зустрічалась техніка з наведеними вище символами без якої-небудь очевидної закономірності, а подекуди і з кількома символами одночасно.  

### Нові символи

Символ, що з'явився в серпні 2022 року

В кінці серпня – на початку вересня почали з'являтись нові символи: коло, вписане в трикутник (Донеччина, Харківщина) та латинська Y в квадраті (Харківщина). Щодо першого символа з'явились припущення, що це може бути новостворений 3-й армійський корпус РФ, але ця версія не має точних підтверджень; з іншого боку, була помічена колона з цими символами та військовими номерами з кодом 76, що вказує на належність до Центрального військового округа РФ. Аналітики CIT припускали, що таким чином позначаються деякі частини угруповання військ «Центр».
У травні 2024 року під час наступу зі сторони Білгородської області, Росія почала наносити новий тактичний знак: перехрещений ромб. Військова техніка із цим знаком була помічена у наступі на Харківську область.

## Маркування сил ЗС РБ
З перших днів повномасштабної війни поширювалась інформація про можливий чи нібито «вже здійснений» вхід білоруських військ на територію України. Була інформація, що їх техніка позначається літерами V чи перекресленою O, але ця інформація абсолютно не відповідає дійсності, подібні маркування застосовували тільки ЗС РФ.
Хоч Збройні сили Республіки Білорусь не брали безпосередньої участі в бойових діях на території України, білоруська OSINT-спільнота «Беларускі Гаюн» фіксувала факт появи розпізнавальних маркувань і на техніці ЗС РБ. Білоруська техніка позначалась червоним квадратом чи прямокутником. Це могла бути підготовка до вступу у війну або просто позначка, щоб не плутати білоруську армію з російською на території Республіки Білорусь.